# Imperishable Night
Touhou Eiyashou ~ Imperishable Night (東方永夜抄 ～ Imperishable Night,?,  Notte Imperitura, lett. Vignetta Orientale di una Notte Eterna, abbreviato comunemente con IN) è l'ottavo capitolo ufficiale della serie di videogiochi Touhou Project. Creato da ZUN e pubblicato il 15 agosto 2004 al Comiket 66 in Giappone, è  il settimo ad appartenere al genere dei danmaku shooter e il terzo sviluppato per Windows.